# Mundialet
El Mundialet va ser una competició internacional de futbol infantil que es va realitzar a Catalunya l'any 1982, coincidint amb la Copa del Món de Futbol de 1982 disputada a Espanya.

## Organització
El Mundialet va ser organitzat per la Generalitat de Catalunya, amb el patrocini de Motor Ibérica - Ebro, per promocionar el futbol infantil i alhora per fer difusió de la marca de Catalunya, aprofitant la celebració del Mundial Espanya 1982. La competició va tenir lloc entre el 26 de juny i el 8 de juliol en 120 seus distribuïdes per 38 comarques de Catalunya, amb la participació de 64 equips, que incloïen 1.260 jugadors nascuts entre 01/08/1966 i 31/07/1968.
Els equips convocats van ser 17 clubs dels estadis on es van jugar partits del Mundial Espanya 1982, 16 clubs estrangers, 29 seleccions comarcals i els equips Damm CF i CD Sant Gabriel. Finalment, el guanyador del torneig fou el Tahuichi de Bolívia, que va imposar-se a la final a l'equip d'Hongria per 3-1. Els 64 equips es van distribuir en 16 grups que van jugar el partit inaugural a Tremp, la Seu d'Urgell, Tàrrega, Montblanc, Tortosa, Reus, Igualada, Vic, Mataró, Figueres, Banyoles, Santa Coloma de Farners, Rubí i Barcelona.
Els setzens de final es van jugar el 2 de juliol. Els vuitens van ser el 3 de juliol. Els quarts de final, el 4 de juliol, van enfrontar el Betis i el Sevilla a Mollerussa (0-1), el Real Madrid i el Tahuichi a Tarragona (1-4), l'Hongria i l'Inter de Milà a Vic (2-0) i l'Olímpia i el Barcelona a Salt (0-0), que va guanyar l'Olímpia per penaltis.
Les semifinals van ser el 6 de juliol i van enfrontar Hongria i Olímpia a Lloret de Mar (2-0) i Tahuichi i Sevilla a Lleida (5-3). La final de consolació va ser el 7 de juliol a Vilobí d'Onyar entre el Sevilla i l'Olímpia. La final es va jugar el 8 de juliol a l'estadi Narcís Sala de Barcelona entre el Tahuichi i Hongria, i va quedar 3 a 1.
La classificació final va acabar així: Tahuichi, Hongria, Sevilla, Olímpia Paraguai, Real Madrid, Barcelona, Betis, Inter de Milà, Nàpols, Estrella Roja de Belgrad, Saragossa, Celta de Vigo, Sant Gabriel, St. Etienne, Vallès Occidental Sud, Tunis, Màlaga, Sao Paulo, Atlético de Madrid, Urgell i Garrigues, Vallès Oriental, Mèxic, Algèria, Hércules, Espanyol, Gironès, València, Vallès Occidental Nord, Mònaco, Baix Llobregat i Suïssa.